# Maddy Hill
Madeleine Kate "Maddy" Hill  es una actriz inglesa, más conocida por haber interpretado a Nancy Carter en la serie EastEnders.

## Carrera
El 1 de enero de 2014, se unió al elenco de la popular serie británica EastEnders, donde interpretó a Nancy Carter, hasta el 21 de abril de 2016.
En enero del 2018 se anunció que se uniría al elenco de la serie médica Casualty donde dará vida a la paramédica Ruby.

## Filmografía

### Series de televisión
| Año             | Título      | Personaje     | Notas         |
| --------------- | ----------- | ------------- | ------------- |
| 2018 - presente | Casualty    | Ruby          |               |
| 2014 - 2016     | EastEnders  | Nancy Carter  | 277 episodios |
| 2012            | Whitechapel | Lara Lawrence | 2 episodios   |

### Películas
| Año  | Título           | Personaje | Notas                                                                                                  |
| ---- | ---------------- | --------- | --- |
| 2013 | uwantme2killhim? | Joven     | junto a Jamie Blackley, Toby Regbo, Joanne Froggatt, Liz White, Jaime Winstone, Mark Womack y Amy Wren |

## Premios y nominaciones
| Año  | Categoría     | Premio                    | Serie      | Resultado |
| ---- | ------------- | ------------------------- | ---------- | --------- |
| 2015 | Best Newcomer | National Television Award | EastEnders | Ganadora  |
| 2014 | Best Newcomer | British Soap Award        | EastEnders | Ganadora  |
| 2014 | Best Newcomer | Inside Soap Award         | EastEnders | Nominada  |